# ساموئل مبوگوا
ساموئل مبوگوا (انگلیسی: Samuel Mbugua؛ زادهٔ ۱ ژانویهٔ ۱۹۴۶) بوکسور اهل کنیا است.